# L'Humanité avant le Déluge
L'Humanité avant le Déluge est une peinture à l'huile  sur panneau  de bois de 112 × 155 cm réalisée par Cornelis Cornelisz van Haarlem, datée de 1616 et conservée au musée des Augustins de Toulouse.

## Histoire de l'œuvre
Cornelis Cornelisz est un des derniers et des plus importants représentants du maniérisme nordique. Haarlem était avec Fontainebleau et Prague l'un des principaux foyers européens de ce mouvement artistique venu d'Italie. Cornelis est l’un des trois représentants de l’École de Haarlem avec le graveur Hendrick Goltzius et le peintre et théoricien Carel Van Mander.
Dans ses premières œuvres, la maniera de Cornelis paraît affirmée avec des musculatures saillantes devenant parfois des déformations corporelles, presque caricaturales (il s'inspire notamment de Michel-Ange). Il assagit par la suite son style en se tournant vers des sujets plus élégiaques. L'Humanité avant le déluge relèverait plutôt de sa deuxième période artistique.
Cette œuvre était présente dans les collections du duc de Brunswick, au château de Salzdahlum, avant d'être confisquée par l'armée napoléonienne lors des conquêtes de 1806, moment où il était mentionné comme « une représentation de l'âge d'Or ». Elle est envoyée en 1812 au Gouvernement impérial, puis est transférée définitivement comme propriété à la ville de Toulouse, par un arrêté du ministre de la Culture du 4 février 2004.
Pendant longtemps le sujet du tableau demeure inconnu. Mais en 1908, E. Roschanch remarque la silhouette de l’Arche de Noé, à l’horizon. C’est à ce moment précis que le tableau prend son titre actuel, L’Humanité avant le Déluge après avoir eu plusieurs titres comme Les Intempéries du jeune âge qui lui avait été donné par Charles Blanc.
Un monogramme accompagné de la date de réalisation de l'œuvre sont lisibles en bas au centre, sur la pierre où est assis le luthiste : « CVH 1616 ».

## Description
Cornelis Cornelisz présente la scène de l'avant déluge dans un paysage naturel verdoyant. A l'arrière-plan, s'ouvre une prairie, entourée de reliefs. Vingt-trois personnes prennent place sous les arbres du premier plan, dont un joueur de luth assis sur une pierre. Dans cette nature, ces personnes, pour la plupart dévêtues, s'adonnent aux plaisirs de la table, de la musique de l'amour et de la vie. Au premier plan, à droite, un homme tient un verre de vin tandis qu'une femme est assise sur sa jambe. La dimension auditive est très présente avec au centre un homme jouant du luth devant d'autres personnages et en haut à gauche deux musiciens jouant une basse de procession à hautes éclisses et de la lyra da braccio. Beaucoup de personnages occupent l'arrière-plan, même s'ils sont moins visibles et réalisés avec la technique de la grisaille et non de la peinture à l'huile. Le paysage d'arrière-plan est construit en perspective atmosphérique.
La lumière claire, les tons variés et modérés, les couleurs agréables participent à rendre la tonalité de cette scène irréaliste et intemporelle. Les nudités sont travaillées, laissant entrevoir toute la connaissance anatomique de l'artiste, ainsi que sa capacité à peindre les corps. Malgré la dimension biblique de l'œuvre, la composition et les personnages sont similaires à ceux d'une représentation mythologique. Cette scène de genre paraît au premier abord joyeuse et festive, avec des personnages se laissant aller à l'oisiveté. Cependant, à l'arrière-plan est perceptible une minuscule Arche de Noé. Elle est accompagnée de l'inscription « Sicut autem erat in diebus Noe », c'est-à-dire « Tels furent les jours heureux de Noé ». Le sujet représente la scène biblique du Déluge avec l’arche de Noé. Cornelisz n'a laissé que peu d'indices puisque seul ce détail permet d’identifier le sujet.

## Analyse
Cornelis Cornelisz s'est inspiré de l'Évangile de saint Matthieu (XXIV, 37-44) : « En ces jours-là, avant le déluge, on mangeait et on buvait, on prenait femme et on prenait mari, jusqu’au jour où Noé entra dans l’arche ; les gens ne se sont doutés de rien, jusqu’à ce que survienne le déluge qui les a tous engloutis : telle sera aussi la venue du Fils de l’homme ». L’épisode biblique est un sujet d’histoire fréquent dans les œuvres des XVIe et XVIIe siècles : Raphaël et Michel-Ange peignent à fresque le moment dramatique de la montée des eaux et leurs œuvres deviendront des modèles. Avant le Déluge, il est considéré que les hommes vivaient dans le péché et l’oisiveté. Ce sujet très fréquent dans la peinture des Pays-Bas s’impose comme l’envers du thème de l’âge d'or, dont il reprend une partie de l’iconographie. Cornelis l’a traité à plusieurs reprises, dans Pêcheurs avant le déluge (non localisé), Avant le déluge du musée national de Varsovie et La corruption du monde avant le déluge du musée de la Chartreuse de Douai.
Ce tableau a une visée morale rappelant aux croyants qu'ils ne connaissent pas le jour du Jugement dernier. Dans l'Humanité avant le déluge, les représentations des plaisirs terrestres ainsi que la domination de la richesse et de l'oisiveté sont un tout constituant le sermon punitif, ou « strafpredikaties », à la fois visuel et résonnant comme une prémonition. C'est aussi une forme d'écho historique avec à la fois la perspective de la crise religieuse et politique à venir entre 1617-1619 aux Provinces-Unies, la démonstrations des inquiétudes et réussites du siècle d'or et la mise en avant de la personnalité diluvienne de la société hollandaise,.